# Riserva nazionale Samburu
La riserva nazionale Samburu è una piccola area naturale protetta del Kenya. Si trova nel Kenya centrale, a nord del fiume Ewaso Nyiro, e include i monti Koitogor e Ololokwe. Copre un'area complessiva di 165 km². Forma un sistema di tre parchi adiacenti insieme alla Buffalo Springs National Reserve e la Shaba National Reserve.
La riserva si trova a nord dell'equatore, all'interno del distretto di Samburu. Il nome "Samburu" è quello della popolazione locale.

## Territorio

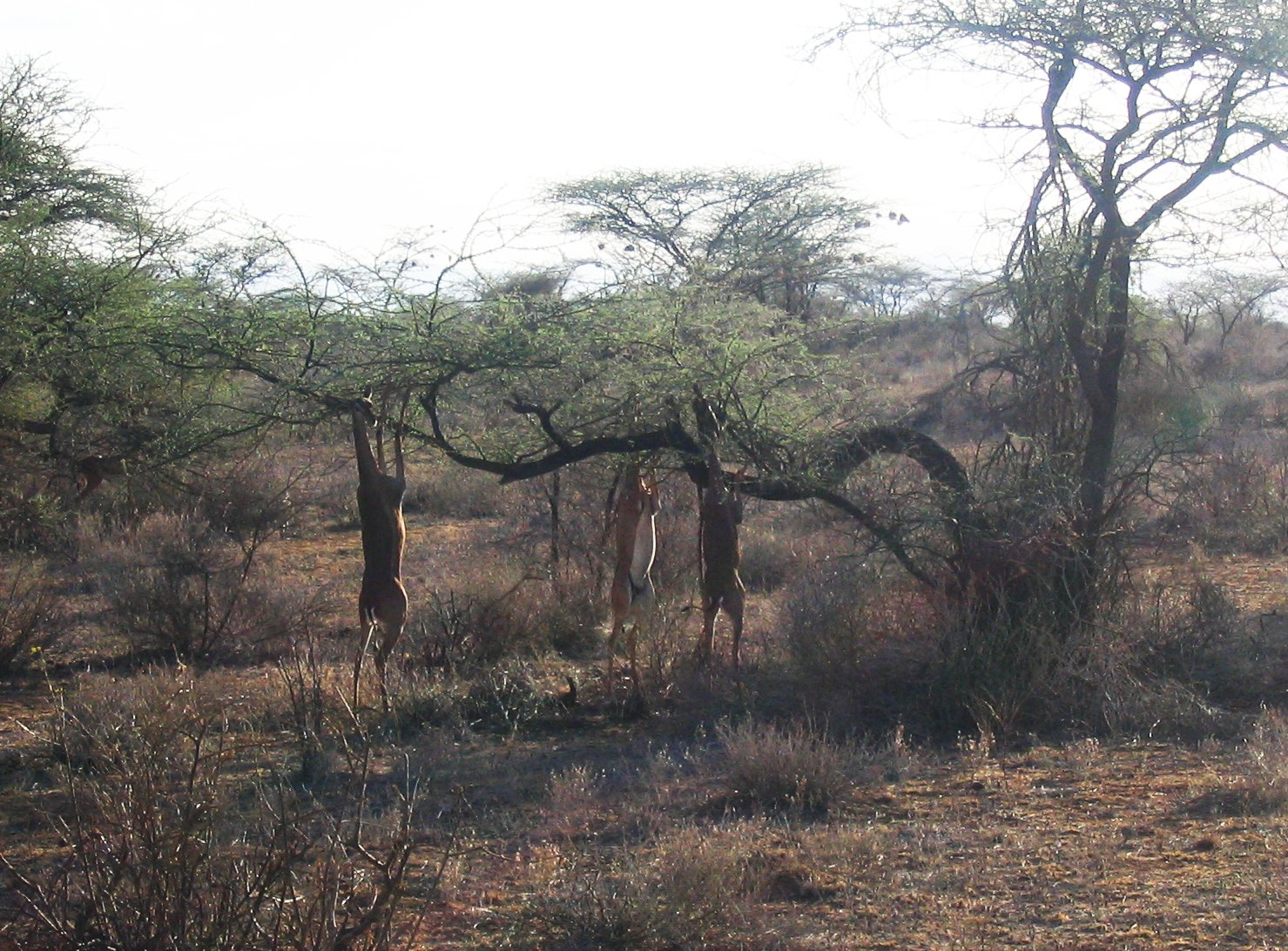
Alcuni gerenuk nella Riserva di Samburu

Nonostante le dimensioni ridotte, il parco comprende diversi habitat, ad altitudini comprese fra 800 m s.l.m. (presso il fiume Ewaso Nyiro) e 1230 m s.l.m. (Monte Koitogor). Include foresta rivierasca, foresta di palma dom e acacia, e tre tipi di savana: savana arborea, savana arbustiva e savana piana.

## Fauna
La fauna comprende elefanti, bufali, zebre di Grant, numerose specie di gazzelle, impala, cobo, orice beisa, ghepardi, leopardi, leoni, coccodrilli, ippopotami, e una grande quantità di specie di uccelli.
Sono presenti anche tre specie tipiche dell'Africa nord-orientale: l'antilope giraffa o gerenuk, la zebra di Grevy e la giraffa reticolata.
I rinoceronti non sono più presenti da molto tempo, a causa del bracconaggio.

Orice beisa
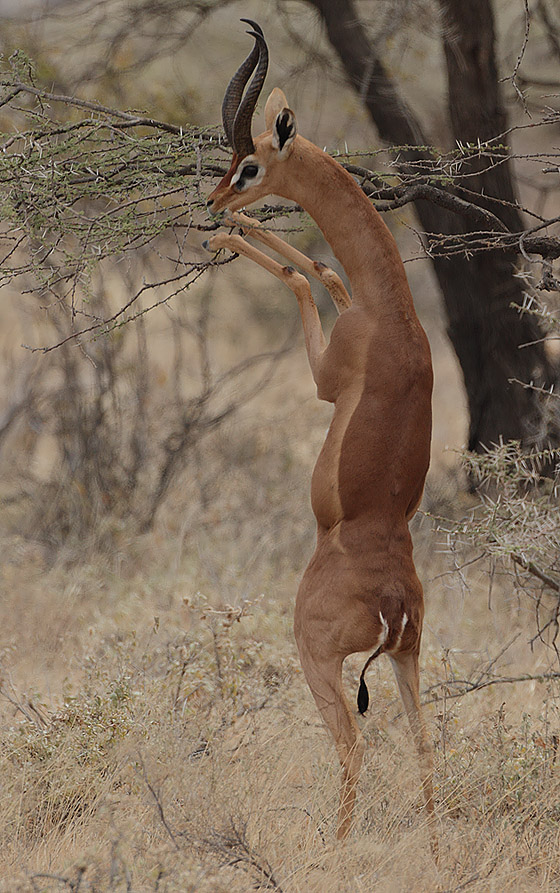
Gerenuk
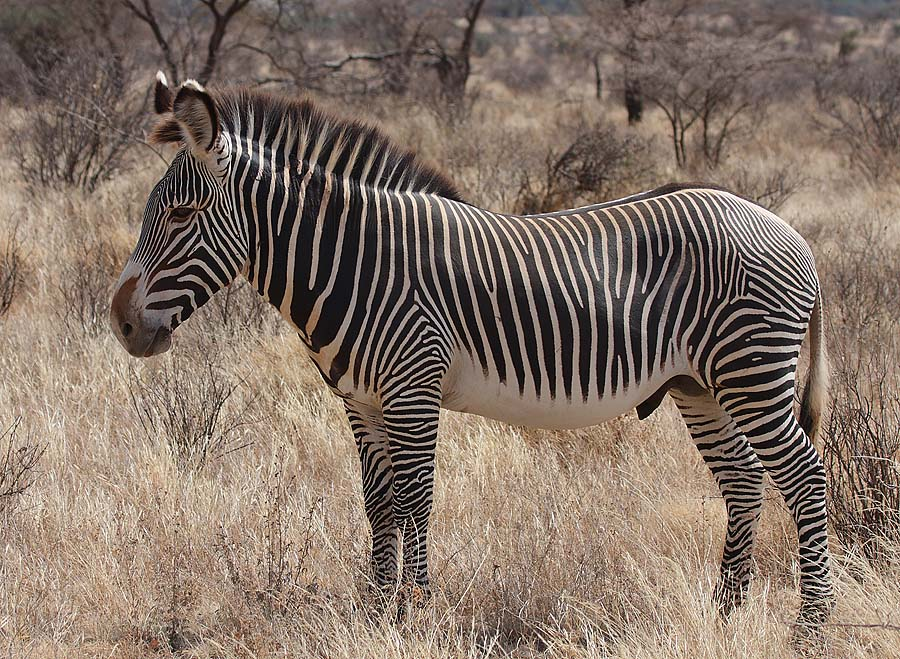
Zebra di Grevy
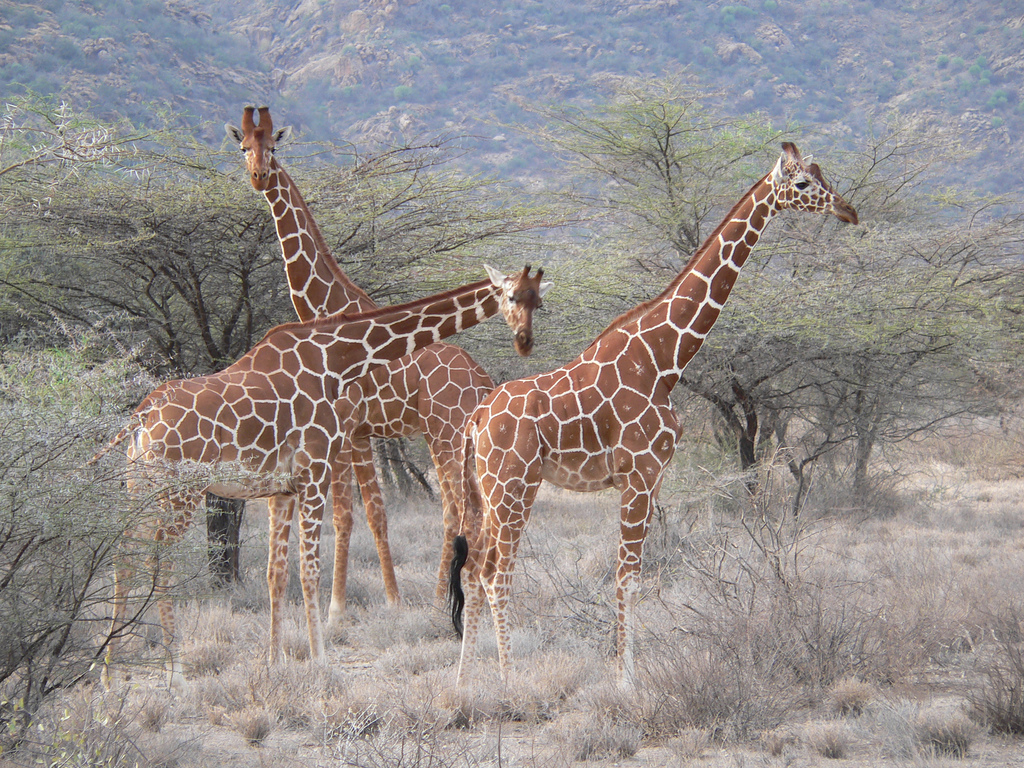
Giraffe reticolate
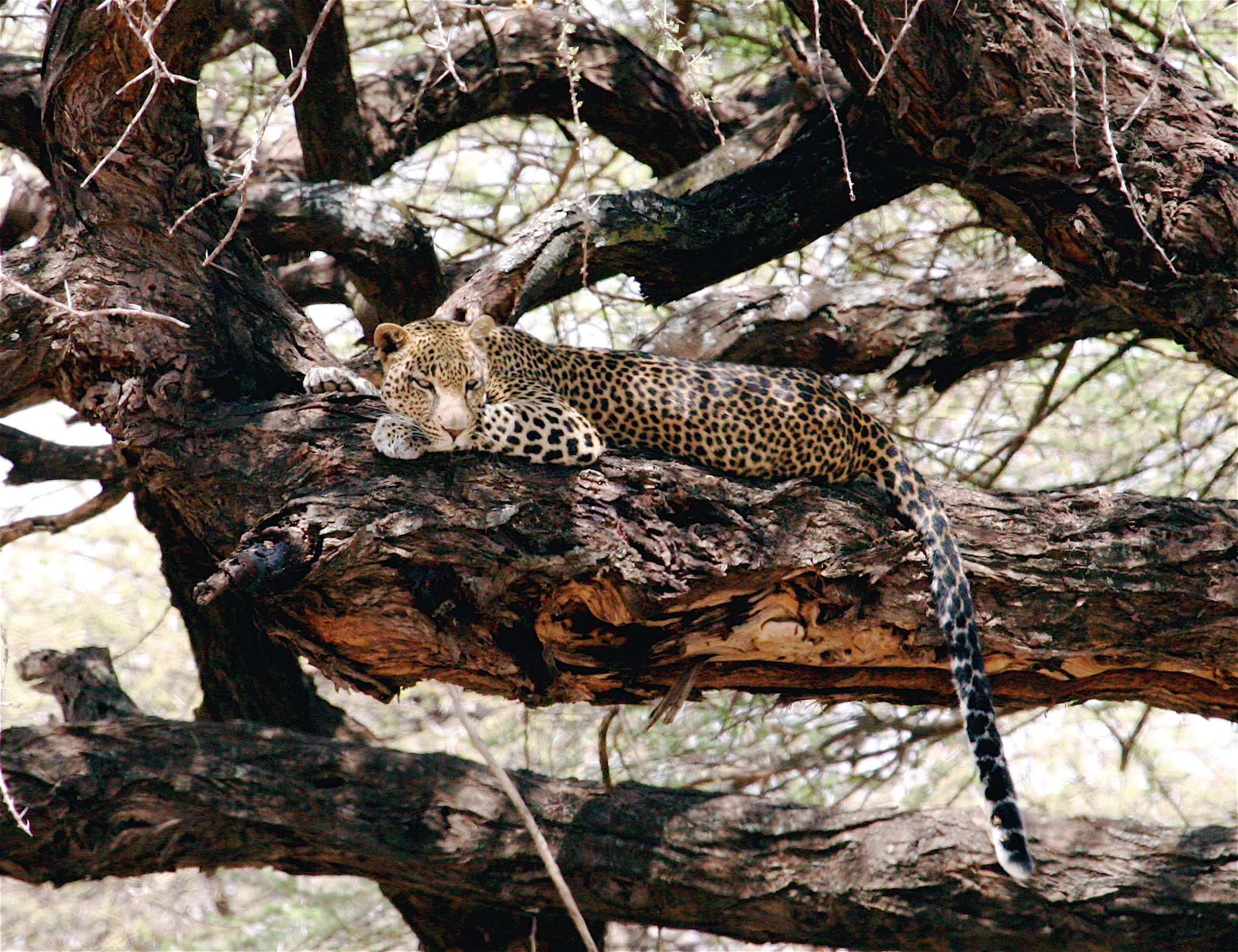
Leopardo

## Accoglienza

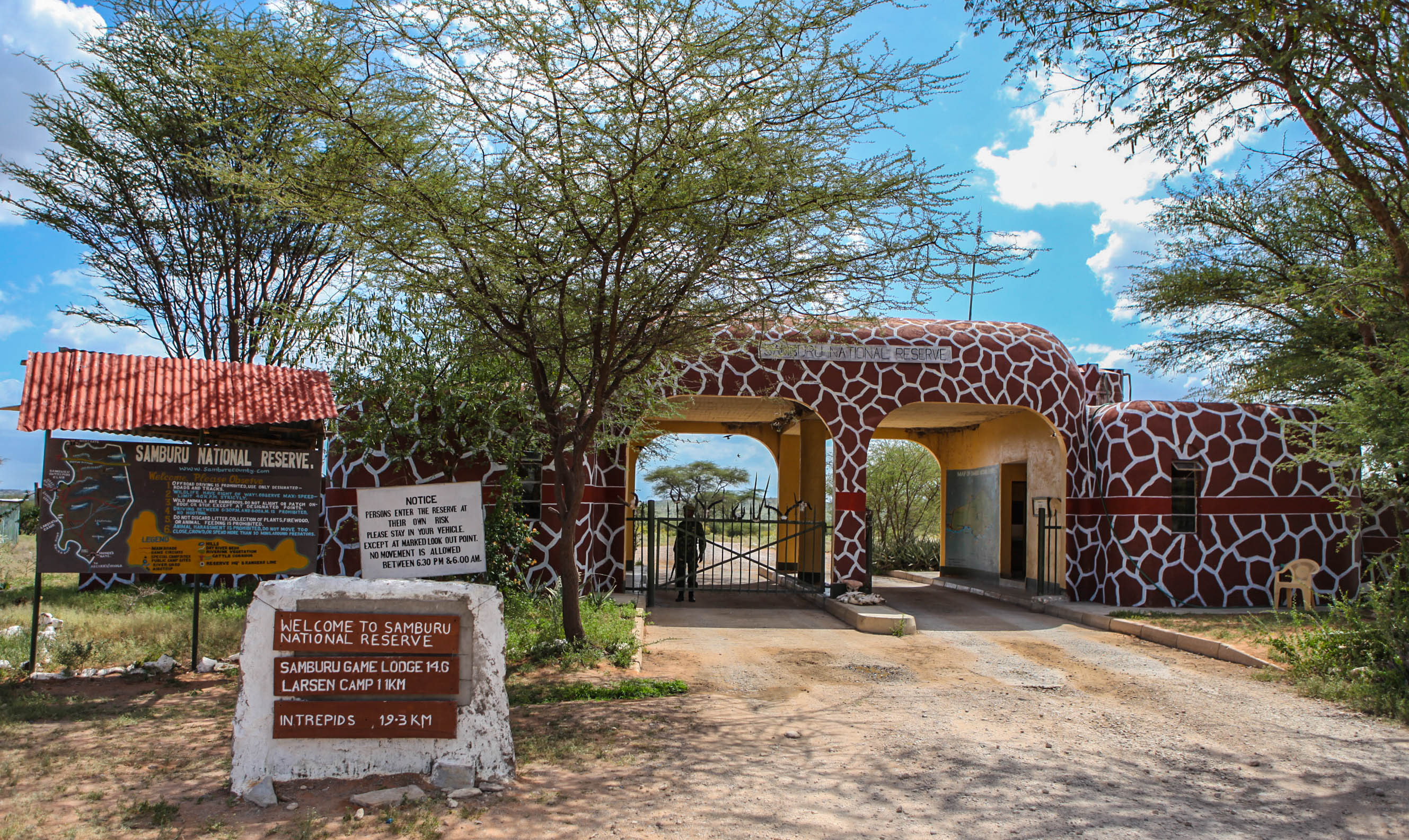
L'entrata del Parco

Nel parco sono attive diverse strutture ricettive: il Samburu Lodge, il Samburu Serena Lodge, il Samburu River Lodge e il Larsens Tended Campo.